# المجباه السفلى (الملاح)

تعديل مصدري - تعديل

المجباه السفلى هي إحدى قرى عزلة الملاح بمديرية الملاح التابعة لمحافظة لحج، بلغ تعداد سكانها 107 نسمة حسب تعداد اليمن لعام 2004.